# 西遮娄其王朝
西遮婁其王朝（卡納達語：ಚಾಲುಕ್ಯ，英語：Western Chalukyas）是南印度的遮婁其人王朝，在10至12世紀時統治大部分的西部德干高原。也被稱為後遮婁其或第二遮婁其王朝，用來區別於6至8世紀的早遮婁其和文耆地區(Vengi)的東遮婁其王朝。

## 歷史
公元973年，在羅濕陀羅拘陀王朝的首都被摩臘婆的Paramara王朝洗劫後，逮羅二世自比賈布爾起兵擊敗他的宗主羅濕陀羅拘陀，並以Manyakheta為首都建立西遮婁其王朝。他的後裔娑密室伐罗一世將首都遷至巴薩瓦卡爾延。
南印度的兩個強權西遮婁其王朝和朱羅王朝為了肥沃的文耆地區數度交戰，當地的東遮婁其王朝是西遮婁其的遠親，但卻與朱羅同盟並聯姻，令局面更加複雜化。尽管遮娄其王朝多次动员大军进攻文耆和朱罗王朝领土，但无一例外都被击败。而朱罗王朝则多次入侵遮娄其的领土，在1008年攻克遮娄其首都曼耶凯达，迫使遮娄其王朝把首都迁至远离边境的卡里亚尼（巴萨瓦卡尔延）。但此后，朱罗王朝仍然两度攻克遮娄其新都卡里亚尼，一度让遮娄其王朝有灭国风险。连年的战争削弱了两国实力，朱罗一直都保住了对文耆的控制，但后期逐渐丢失领土，而遮娄其王朝的附庸却趁势发展，最后被附庸瓜分。
遮娄其王朝在超日王六世統治時期王朝疆域達到了顛峰，控制了訥爾默達河以南、栋格珀德拉河以北的廣大地區。娑密室伐罗一世時期也曾北伐，進攻比哈爾邦與孟加拉地區。12世紀後半葉，西遮婁其王朝衰弱後，原先的附庸國曷薩拉、卡卡提亞、雅達瓦、Kalachuris紛紛走向獨立。

## 歷代君主
- 逮罗二世 Tailapa II	(957–997)
- 娑底耶室罗耶 Satyashraya (997–1008)
- 超日王五世 Vikramaditya V (1008–1015)
- 阇耶僧诃二世 Jayasimha II (1015–1042)
- 娑密室伐罗一世 Someshvara I (1042–1068)
- 娑密室伐罗二世 Someshvara II (1068–1076)
- 超日王六世 Vikramaditya VI (1076–1126)
- 娑密室伐罗三世 Someshvara III	(1126–1138)
- 阇迦得卡摩罗二世 Jagadhekamalla II (1138–1151)
- 逮罗三世 Tailapa III	(1151–1164)
- 阇迦得卡摩罗三世 Jagadhekamalla III	(1163–1183)
- 娑密室伐罗四世 Someshvara IV (1184–1200)

## 資料來源
- Sastri, Nilakanta K.A. . New Delhi: Indian Branch, Oxford University Press. 2002 [1955]. ISBN 0-19-560686-8.
- Sen, Sailendra Nath. . New Age Publishers. 1999 [1999]. ISBN 81-224-1198-3.
- 《古印度简史》，许海山主编，中国言实出版社，ISBN 7-80128-801-7
- 《印度古代史纲》，林承节著，光明日报出版社，ISBN 7-80145-355-7
- 《古亚洲文明百科全书》，查尔斯·F.W.海厄姆著，王毅译，上海人民出版社，ISBN 978-7-208-07098-1